# Comté de Barbour (Alabama)
Pour les articles homonymes, voir Comté de Barbour.
Le comté de Barbour, en anglais : Barbour County, est un comté des États-Unis, situé dans l'État de l'Alabama. Son nom est une référence à James Barbour, qui fut gouverneur de Virginie. Sa population s’élevait à 27 457 habitants lors du recensement de 2010, estimée à 25 270 habitants en 2017.
Le siège de comté est la ville de Clayton et la ville la plus peuplée du comté est  Eufaula.

## Histoire
Le comté de Barbour a été créé le 18 décembre 1832.

## Géographie
Selon le Bureau du recensement des États-Unis (United States Census Bureau), le comté a une superficie totale de 2 343 km2 dont 2 292 km2 de terre et 51 km2 d'eau (soit 2.17 % de la superficie).

### Principales autoroutes
- U.S. Route 82
- U.S. Route 431
- State Route 10
- State Route 30
- State Route 51

### Comtés limitrophes
| Comté de Bullock | Comté de Bullock, Comté de Russel | Comté de Stewart (Géorgie) |
| Comté de Pike    | Comté de Barbour                  | Comté de Quitman (Géorgie) |
| Comté de Dale    | Comté de Dale, Comté de Henry,    | Comté de Clay (Géorgie)    |

## Démographie
| 1840   | 1850   | 1860   | 1870   | 1880   | 1890   |
| ------ | ------ | ------ | ------ | ------ | ------ |
| 12 024 | 23 632 | 30 812 | 29 309 | 33 979 | 34 898 |

| 1900   | 1910   | 1920   | 1930   | 1940   | 1950   |
| ------ | ------ | ------ | ------ | ------ | ------ |
| 35 152 | 32 728 | 32 067 | 32 425 | 32 722 | 28 892 |

| 1960   | 1970   | 1980   | 1990   | 2000   | 2010   |
| ------ | ------ | ------ | ------ | ------ | ------ |
| 24 700 | 22 543 | 24 756 | 25 417 | 29 038 | 27 457 |

| Groupe          | Comté de Barbour | Alabama | États-Unis |
| --------------- | ---------------- | ------- | ---------- |
| Blancs          | 48,0             | 68,5    | 72,4       |
| Afro-Américains | 46,9             | 26,2    | 12,6       |
| Autres          | 3,3              | 1,5     | 6,2        |
| Métis           | 0,9              | 1,5     | 2,9        |
| Asiatiques      | 0,4              | 1,1     | 4,8        |
| Amérindiens     | 0,4              | 0,6     | 0,9        |
| Océaniens       | 0,1              | 0,1     | 0,2        |
| Total           | 100,0            | 100,0   | 100,0      |
|                 |                  |         |            |
| Hispaniques     | 5,1              | 3,9     | 16,7       |

Selon l'American Community Survey, pour la période 2011-2015, 94,25 % de la population âgée de plus de 5 ans déclare parler anglais à la maison, alors que 4,39 % déclare parler l'espagnol, 0,68 le vietnamien et 0,68 % une autre langue.
| Indicateur                             | Comté de Barbour | États-Unis |
| -------------------------------------- | ---------------- | ---------- |
| Personnes de moins de 5 ans            | 5,2 %            | 6,1 %      |
| Personnes de moins de 18 ans           | 20,8 %           | 22,6 %     |
| Personnes de plus de 65 ans            | 18,8 %           | 15,6 %     |
| Femmes                                 | 47,2 %           | 50,8 %     |
| Personnes par foyer                    | 2,54             | 2,64       |
| Vétérans                               | 8,2 %            | 8,0 %      |
| Personnes nées étrangères à l'étranger | 2,7 %            | 13,2 %     |
| Personnes sans assurance maladie       | 12,5 %           | 10,2 %     |
| Personnes avec un handicap             | 15,6 %           | 8,6 %      |
| Revenus annuels                        | 17 561 $         | 29 829 $   |
| Personnes sous le seuil de pauvreté    | 33,4 %           | 12,3 %     |
| Diplômés du lycée                      | 73,1 %           | 87,0 %     |
| Diplômés de l'université               | 12,0 %           | 30,3 %     |

## Villes et villages
- Bakerhill
- Blue Springs
- Clayton
- Clio
- Eufaula
- Louisville